# 永清河水库
永清河水库，又称永清水库，是中国云南省曲靖市陆良县境内的一座水库，位于永清河上，建于1958年。水库正常库容为1510万立方米，集雨面积为40平方千米，海拔为1962米。